# Pterolophia grossepunctata
Pterolophia grossepunctata är en skalbaggsart som beskrevs av Stefan von Breuning 1938. Pterolophia grossepunctata ingår i släktet Pterolophia och familjen långhorningar. Inga underarter finns listade i Catalogue of Life.